# Nowopil (obwód doniecki)
Nowopil (ukr. Новопіль) – wieś na Ukrainie, w obwodzie donieckim, w rejonie wołnowaskim. W 2001 liczyła 253 mieszkańców, spośród których 234 posługiwało się językiem ukraińskim, 18 rosyjskim, a 1 białoruskim.